# Francesco Dall'Ongaro
Francesco Dall'Ongaro (19. června 1808 Mansuè, Italské království – 10. ledna 1873 Neapol) byl italský novinář, spisovatel, básník a dramatik.

## Životopis
Francesco se narodil v rodině Santa Dall'Ongara a Elisabetty rozené Fantin. Jeho sourozenci byli: Maria Caruzzi, Antonio, Giuseppe, Girolamo a Teresa.
Po vysvěcení na kněze se vzdal sutany, začal se věnovat politické žurnalistice a založil liberální list La Favilla v Terstu. R. 1848 narukoval u Garibaldiho a dalšího roku (27. února) byl zvolen poslancem Ústavodárného shromáždění, které vyhlásilo Římskou republiku. Giuseppe Mazzini mu udělil funkci dozorčího úřadu.
Po pádu republiky uprchl do Švýcarska, poté do Belgie a později do Francie, přičemž se významně podílel na revoluční žurnalistice. Roku 1860 se vrátil do Itálie, kde byl jmenován profesorem dramatické literatury ve Florencii. Dopisoval si s Alexandrem Dumasem a spolupracoval s dalmatským spisovatelem Niccolò Tommaseem.
Francesco Dall'Ongaro měl otcovskou náklonnost k básníkovi Mariu Rapisardimu, který ho vděčně poctil v XI zpěvu Lucifera. Provensálský básník Frédéric Mistral, nositel Nobelovy ceny za literaturu (1904), mu věnoval ódu (Au Pouèto Ital Dall'Ongaro) v díle Lis Isclo d'Or (1875). Francesco byl „notoricky zednářem“, alespoň podle velmistra zednářské lóže Grande Oriente d'Italia Giordana Gamberiniho.
Jeho básně Stornelli, měly hodnotu populární vlastenecké písně, připomínající historii Risorgimenta a byly velmi úspěšné. Napsal řadu her, zejména Fornaretto, Bianca Cappello, Fasma a Il Tesoro. Některé jeho práce byly přeloženy do angličtiny básnířkou Theodosií Trollope. Za jeho života vyšly jeho sebrané Fantasie drammatiche e liriche.

## Dílo
- Il Venerdi Santo: scena della vita di lord Byron: canto – Padova, 1837
- Odi quattro alla amica ideale – Benátsko, 1837
- La luna del miele: scene ella vita conjugale – Terst, 1838
- Un duello sotto Richelieu: melodramma in due atti: da rappresentarsi nell' I. R. T – eatro alla Scala l'autunno 1839 – [musica del maestro Federico Ricci], Milán: Ricordi, Giovanni Truffi, Gaspare, 1839
- La maschera del Giovedì grasso: ballata inedita – Udine, 1843
- Poesie scelte – Florencie, 1844
- La memoria. Nuove ballate di Francesco dall'Ongaro con note storiche (Venezia, Tip. Merlo) s. d. (ma 1844).
- Il fornaretto: dramma storico –Trieste, 1846
- Viola tricolor: scene familiari – Padova, 1846
- Il Venerdi santo: scena della vita di lord Byron: aggiuntivi alcuni cantici sacri – Turín, 1847
- Il Bucintoro – S. l. S. l. Tip. dei successori di Le Monnier, s. d.
- I dalmati: dramma – Turín, 1847
- Opere complete – Turín, 1846–1847
- La bandiera tricolore – Parole di: Francesco Dall'Ongaro – Musica di: Cordigliani – 1848 (circa)
- Ai gloriosi martiri delle barricate – 1848
- Inno repubblicano – Řím?, 1849?]
- Canti popolari di Francesco Dall'Ongaro: 1845–1849, Capolago, 1849
- Venezia: l'11 agosto 1848, memorie storiche – Capolago, 1850
- Nuovi canti popolari: raccolti e accomodati alla musica – per cura di F. Dall'Ongaro, Italia, 1851
- Figlie del popolo: novelle – Turín, 1855
- È Garibaldi: canzone – Florencie, 1859
- Petrarca alla corte d'amore: Dramma Lirico – Giulio Roberti; libretto: F. Dall'Ongaro, Turín: Fodratti fratelli, 1859
- Se siete buona come siete bella – stornello toscano di Francesco Dall'Ongaro; posto in musica da Carlotta Ferrari da Lodi, Torino, [186.?]
- Il diavolo e il vento: ballata – Florencie, 1860
- Bianca Cappello: dramma in cinque atti, versi – Turín, 1860
- I volontari della morte: ballata – [con scritto di Pietro Thouar] Florencie, 1860
- Pio IX – Turín, 1861
- I volontari della morte: ballata – Florencie, 1861
- Baron Ricasoli, prime minister of Italy: a biography – from the italian of F. Dall'Ongaro, Londýn, 1861
- Stornelli italiani – Milano, 1862
- La resurrezione di Marco Cralievic: fantasia drammatica – Firenze, Tip. Garibaldi, 1863
- L'ultimo barone: dramma storico tratto dalle cronache venete del secolo 17 – Turín, 1863
- Il sogno di Venezia: scena lirica – Neapol, 1864
- Garibaldina. Inno di guerra dei volontari italiani, con una lettera del generale Garibaldi – Florencie, [1866?]
- Istoria del diavolo: raccontata alla Società delle letture scientifiche e letterarie in Milano – Milano, 1865
- I gesuiti giudicati da se medesimi: documenti e fatti concernenti la compagnia di Gesù – con prefazione e note del professore F. Dall'Ongaro, Milano Florencie, 1865
- Sei canti nazionali – Florencie, 1866
- Fantasie drammatiche e liriche – Florencie, 1866
- Acqua alta: schizzo comico – Benátky, 1867
- Clementina Cazzola: ricordi – Florencie, 1868
- L'arte italiana a Parigi nell'esposizione universale del 1867: Ricordi – Florencie, 1869
- Viva l'Italia: il 25 dicembre 1870 – Florencie
- Il sogno di Garibaldi – Florencie, [1871?]
- Le tre giornate d'Italia nell'anno 1870 – Milán, 1871
- A Eugenio Agneni per il suo quadro le ombre dei grandi toscani: sogno d'un esule – Paříž, 1857
- Studj critici sul teatro indiano – Florencie, 1873
- Scritti d'arte – Milán Neapol, 1873
- La betulia liberata: poemetto inedito – Benátky, 1874
- L'amante di richiamo: Melodramma Giocoso – Federico Ricci; libretto: F. Dall'Ongaro, Turín: Fodratti
- Guglielmo Tell: dramma inedito in cinque atti – Milán, 1876
- Il convito di Baldassare – libretto in 4 atti di Francesco Dall'Ongaro; musica di Giorgio Miceli. Da rappresentarsi per la prima volta al R. Teatro S. Carlo, stagione, Neapol, 1878
- Stornelli politici e non politici – Milano Tipografia P. B. Bellini e C., 1883
- Alghe della laguna: rime vernacole – Benátky, 1876
- Novelle vecchie e nuove – Florencie, 1890
- Racconti – Firenze, Successori Le Monnier, 1890
- L'addio e le rimembranze: [Componimenti poetici] – Udine, 1893
- Il Fornaretto di Venezia: dramma storico
- ll bucintoro tratto da Nuova Antologia

### V češtině
- Černohorka – úvod František Sekanina; přeložil Jiří Prošek; in: 1000 nejkrásnějších novel... č. 54. Praha: J. R. Vilímek, 1913